# Tolimán, Jalisco
Tolimán är en ort i Mexiko.   Den ligger i kommunen Tolimán och delstaten Jalisco, i den södra delen av landet, 500 km väster om huvudstaden Mexico City. Tolimán ligger 744 meter över havet och antalet invånare är 1 393.
Terrängen runt Tolimán är varierad. Runt Tolimán är det glesbefolkat, med 16 invånare per kvadratkilometer. Tolimán är det största samhället i trakten. I omgivningarna runt Tolimán växer huvudsakligen savannskog.